# Iñaki Esain
Iñaki Esain Urbelz, llamado Esain (nacido en Burlada, Navarra el 24 de diciembre de 1976), es un pelotari español de pelota vasca en la modalidad de mano.
Su palmarés consta de la victoria en el Manomanista de 2ª en 1998, y en el Campeonato navarro del Cuatro y Medio del año 2003, tras vencer a Abel Barriola por un ajustado 22-21.
A pesar de su prometedor inicio profesional, su carrera comenzó una cuesta abajo que se le supuso la rescisión de su contrato con Asegarce, tras lo cual pasó a formar parte de la plantilla de la empresa Garfe, acabando finalmente recalificándose como aficionado en el Club Buruzgain.

## Final del manomanista de 2ª Categoría
| Año      | Campeón | Subcampeón  | Tanteo | Frontón |
| -------- | ------- | ----------- | ------ | ------- |
| 1998 (1) | Esain   | Badiola III | 22-10  | Labrit  |

(1) En la edición de 1998 se disputaron dos torneos por la falta de acuerdos entre las dos empresas de pelota mano, ASPE y Asegarce.
- Datos: Q11684204